# Stenshofturm

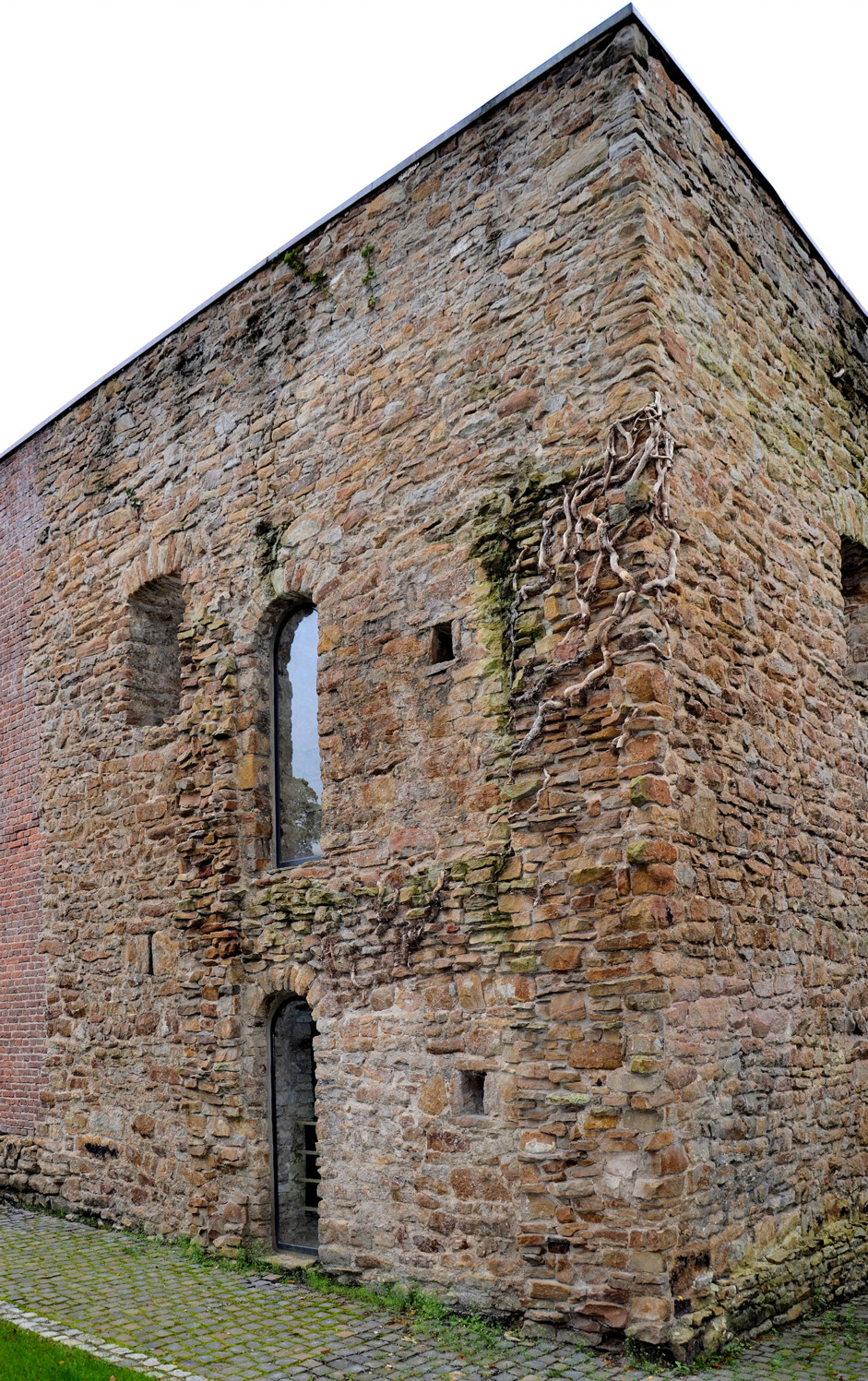
Stenshofturm, 2011

Der Stenshofturm (auch Romanisches Haus) ist ein aus Sandstein errichteter mittelalterlicher Wohnturm am heutigen Külshammerweg 32 im Essener Stadtteil Rüttenscheid. Er befindet sich auf dem Gelände des Grugaparks.

## Namensgebung
Namensgebend für den Stenshofturm ist ein Bauernhof, in den der Turm vor Jahrhunderten integriert wurde. Der Bauernhof wiederum wurde Stenshof nach der Besitzerfamilie Stens benannt.
Das ursprüngliche Wort Stens wandelte sich über Stennes und Stenhus in Steinhaus.

## Geschichte
Der Wohnturm mit ursprünglich drei Geschossen stammt aus der ersten Hälfte des 12. Jahrhunderts und soll mit dem in der Nachbarschaft gelegenen Hof Rüttenscheid verbunden gewesen sein. Letzterer wird bereits 1215/41 als Sitz Werdener Ministerialen erwähnt. Aus diesem Grund wird vermutet, dass auch der Stenshofturm ein ehemaliger Dienstmannsitz ist. Der Stenshof selbst wird urkundlich erstmals 1386 und 1398 erwähnt. 1400 wird Hinrikus Vrowenloff mit dem Dienstmanngut To deme Steynhus belehnt.
1904 erfolgte der Verkauf des Stenshofs durch Heinrich Stens an die Stadt Essen. Im Anschluss wurde die Stadtgärtnerei dorthin verlegt.
1962/63 wurde der Stenshofturm im alten Bestand gesichert. Die Eintragung in die Liste der Baudenkmäler der Stadt Essen erfolgte am 14. Februar 1985.
2009 begann der Verein Mustergartenanlage im Grugapark e. V. mit der Wiederbelebung der Anlage. Seit 2010 ist der Stenshofturm nun Ausstellungs- und Seminarstandort und für die Allgemeinheit geöffnet.